# Сейтхалилиев, Дилявер
Дилявер Сейтхалилиев (укр. Ділявер Сейтхалілієв; ? — 16 января 2025, Покровск) — украинский военнослужащий, участник российско-украинской войны. Герой Украины (2025, посмертно).

## Биография
С марта 2024 года Дилявер служил в штурмовом подразделении, выполняя боевые задачи в Харьковской и Донецкой областях. Он принимал участие в операциях на окраинах Торецка.
В январе 2025 года его группа попала под массированный обстрел вблизи Покровска. Дилявер спас четырёх своих товарищей, но сам получил смертельные ранения и погиб на месте.
Похоронен в Бучанском районе Киевской области.

## Награды
- Звание «Герой Украины» с удостоением ордена «Золотая Звезда» (13 марта 2025, посмертно) — за личное мужество и героизм, проявленные в защите государственного суверенитета и территориальной целостности Украины, верность военной присяге[1].